# 9468 Brewer
A 9468 Brewer (ideiglenes jelöléssel 1998 LT2) a Naprendszer kisbolygóövében található aszteroida. Eric Walter Elst fedezte fel 1998. június 1-jén.